# Rivière des Fleurs Jaunes
Ne doit pas être confondu avec Fleurs Jaunes.
La rivière des Fleurs Jaunes, ou Bras de Fleurs Jaunes, est une rivière s'écoulant sur l'île de La Réunion, département d'outre-mer français dans le sud-ouest de l'océan Indien. Son cours est entièrement situé à l'intérieur du cirque naturel de Salazie, qui accueille la commune du même nom. Elle se jette en effet dans la rivière du Mât à 324 mètres d'altitude peu avant que celle-ci ne s'échappe de cette zone montagneuse par le nord-est.